# Sun-Up
Sun-Up è un film muto del 1925 diretto da Edmund Goulding. Di genere drammatico, fu prodotto e distribuito dalla Metro-Goldwyn-Mayer. La sceneggiatura di Arthur F. Statter - adattata dallo stesso regista - si basa sull'omonimo lavoro teatrale di Lulu Vollmer andato in scena al Provincetown Playhouse di New York nel maggio 1923.

Di impianto drammatico, il film aveva come interpreti Pauline Starke, Conrad Nagel, Sam De Grasse, George K. Arthur, Arthur Rankin, Edward Connelly. Nella parte di Ma Cagle, l'attrice Lucille La Verne che aveva ricoperto lo stesso ruolo anche nella versione teatrale.

## Trama
Mamma Cagle, vissuta da sempre tra le colline del Kentucky, ha in odio gli agenti delle tasse uno dei quali, Zeb Turner ha ucciso suo marito e suo padre. Dopo che le è giunta la notizia che il figlio Rufus, partito militare, è morto in guerra, Mamma, in un atto di sfida, protegge un disertore, ospitandolo a casa per più di un anno e finendo per amarlo come fosse suo. Ma quando Rufus, tornato inaspettatamente, le rivela che quello è proprio il figlio di Zeb Turner, l'assassino dei suoi cari, la donna gli chiede di uccidere il ragazzo. Rufus, dopo aver soggiornato così a lungo lontano da quei luoghi selvaggi, si è ammorbidito di carattere, e rifiuta di farlo, lasciando andare via il giovane. Ma, quando lo sceriffo insidia Emmy, la ragazza che Rufus ama, lui non ci vede più dalla rabbia e, spinto da una furia omicida, sta per uccidere lo sceriffo. Poi, però, si ferma e, dopo averlo catturato, lo riporta in prigione per farlo processare. Gli abitanti del posto, adesso hanno bisogno di un nuovo sceriffo e decidono di nominare Rufus che riporterà la legge e l'ordine nei boschi.

## Produzione
Il film, prodotto dalla Metro-Goldwyn-Mayer, fu girato negli studi di Culver City della MGM.

## Distribuzione
Il copyright del film, richiesto dalla Metro-Goldwyn-Mayer Corp., fu registrato il 10 agosto 1925 con il numero LP21714.

Distribuito dalla MGM, il film fu presentato in prima a New York il 16 agosto 1925, uscendo poi nelle sale il 20 settembre.
Copia completa della pellicola si trova conservata negli archivi della MGM.